# Sleutelgat

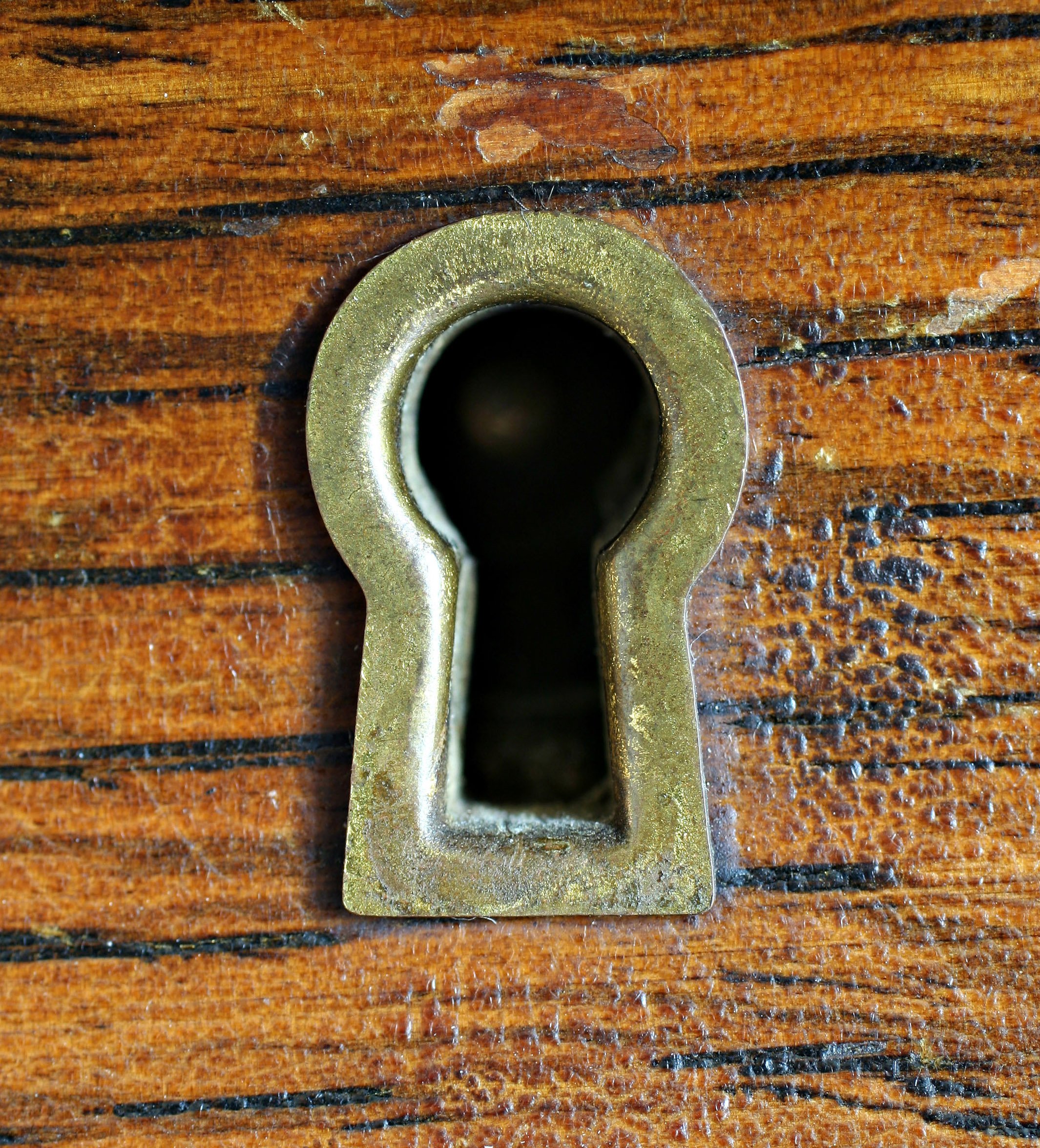
Close-up van een sleutelgat

Een sleutelgat is de opening in een slot waardoor de sleutel kan worden gestoken.
Moet een deur met een klavierslot van weerszijden geopend kunnen worden, dan heeft de deur vaak een doorlopend sleutelgat.
De baard van de sleutel is dan symmetrisch (zodat hij van weerszijden past) en de sleutel heeft een massieve schacht.
Nadeel van een dergelijk sleutelgat is dat erdoorheen gekeken kan worden. Er zijn dan ook sleutelgaten die met een klepje afgesloten kunnen worden.
Betere klaviersloten hebben aparte sleutelgaten.
In dat geval zit er in het sleutelgat meestal een pin om de sleutel te fixeren.
De schacht van de sleutel is dan ook hol.

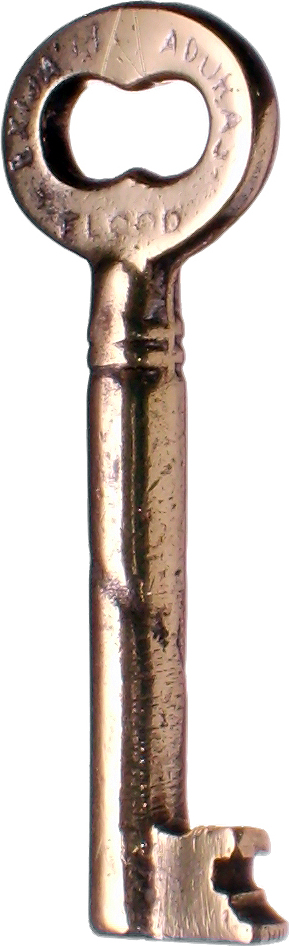
Asymmetrische sleutel met holle schacht
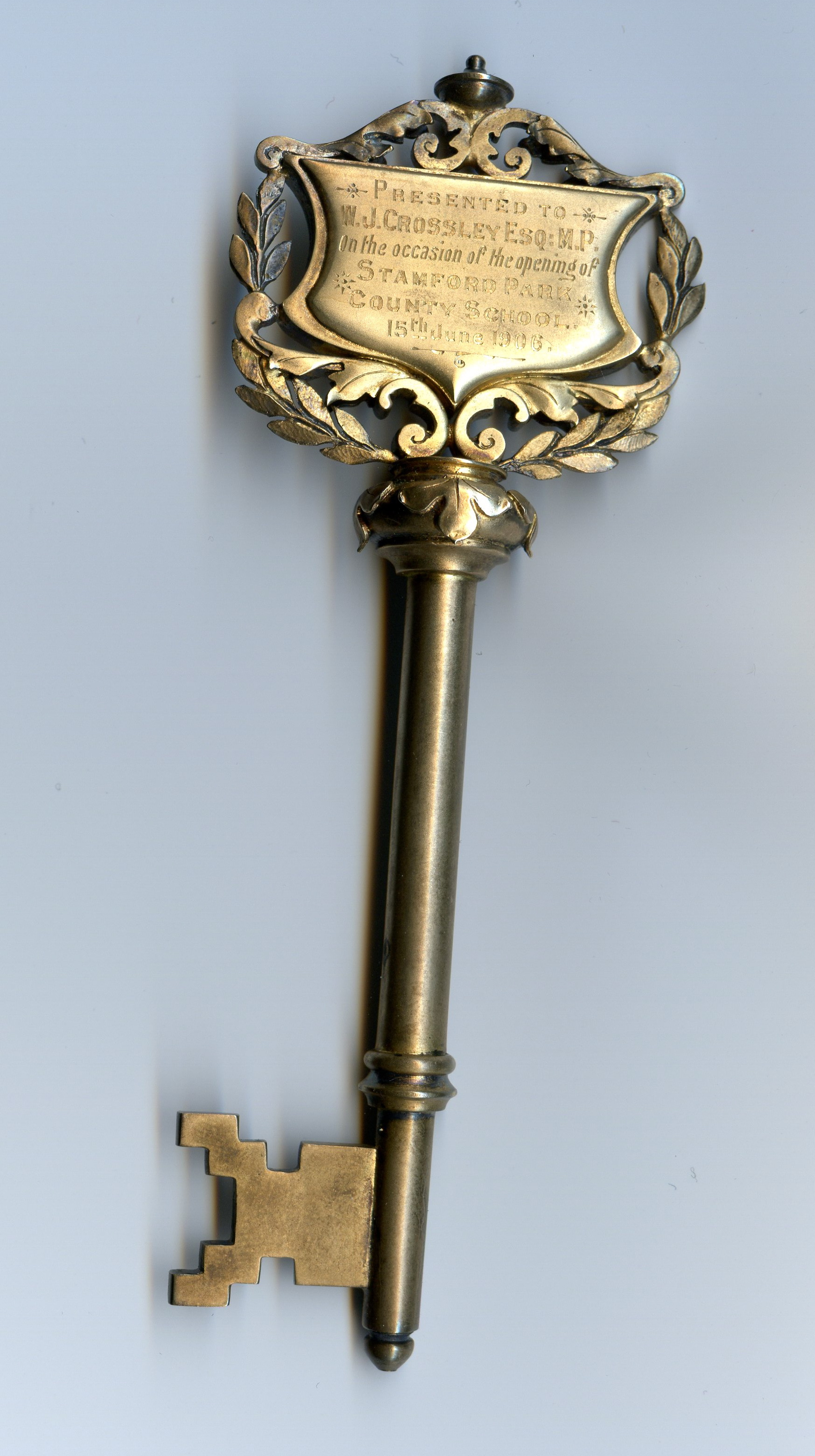
Symmetrische sleutel met massieve schacht

## Trivia
Slangen uit het geslacht Ahaetulla hebben een pupil die de vorm heeft van een sleutelgat.